# Banda (Inde)
Pour les articles homonymes, voir Banda.
Banda (en hindi : बांदा, en ourdou : باندہ) est une ville et une municipalité de l'Uttar Pradesh en Inde

## Cuisine

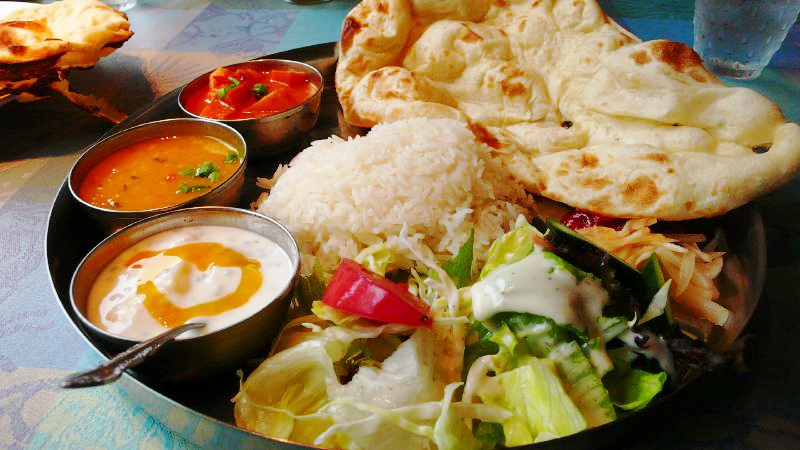
Uttar Pradeshi thali with naan, dal , Raïta, et Panir.
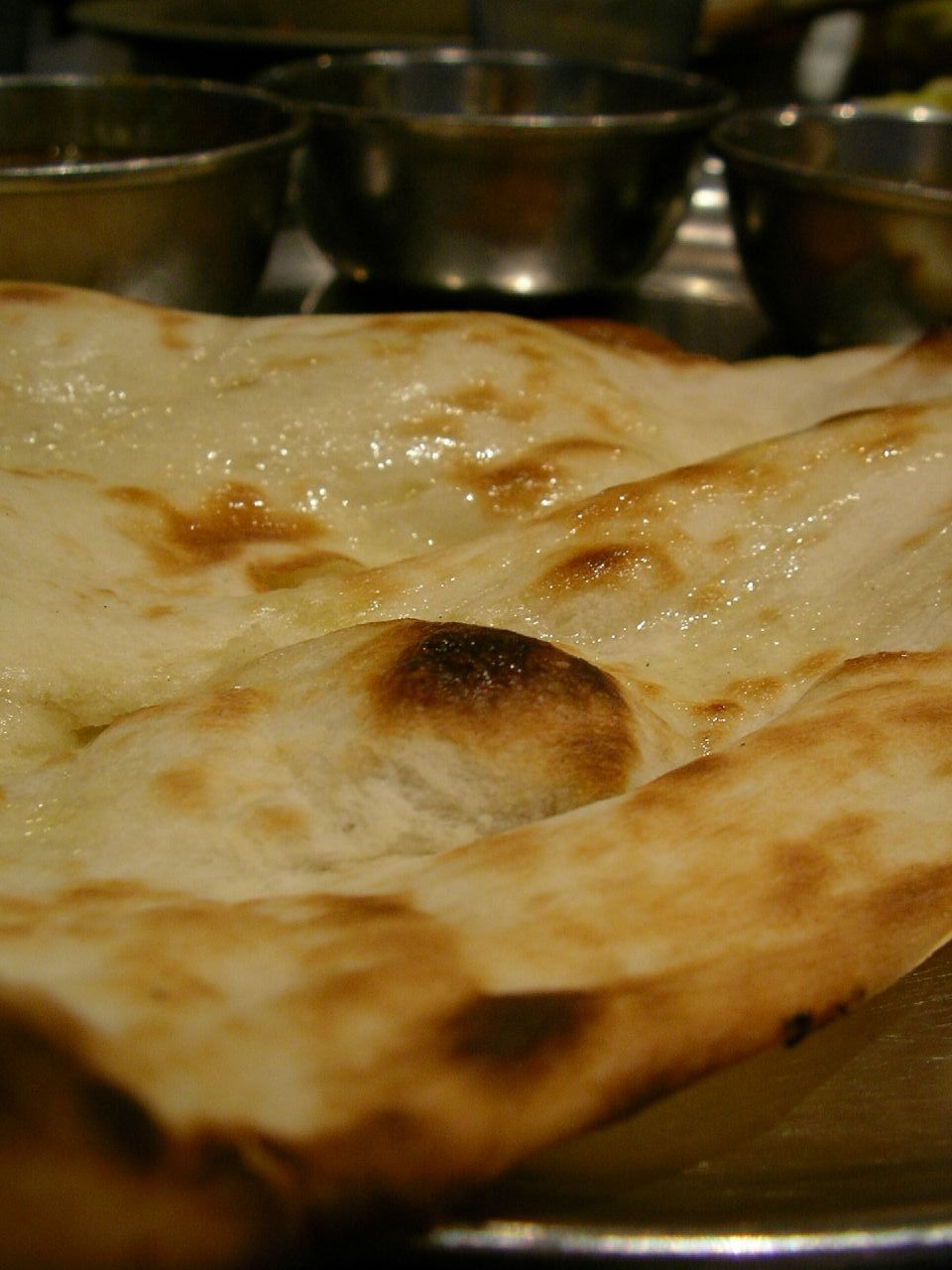
Le Naan est un pain de base de l'Uttar Pradesh.
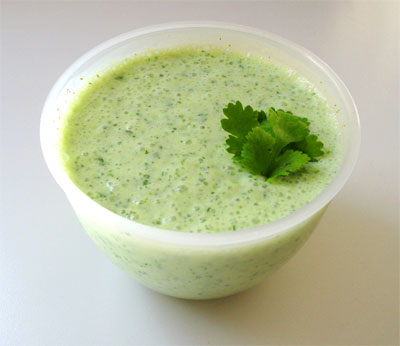
Raïta.
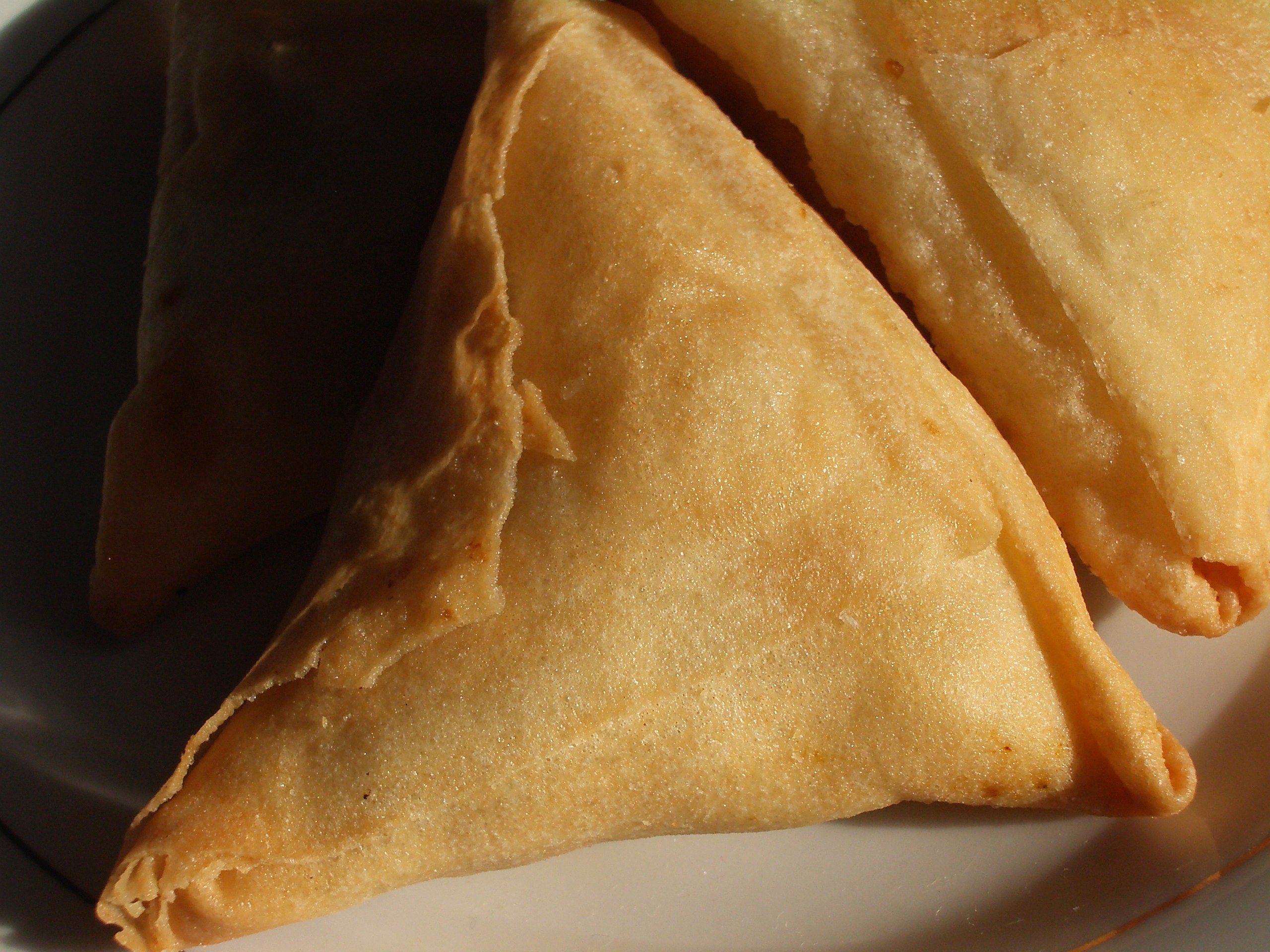
Le Samoussa est très populaire en Uttar Pradesh.
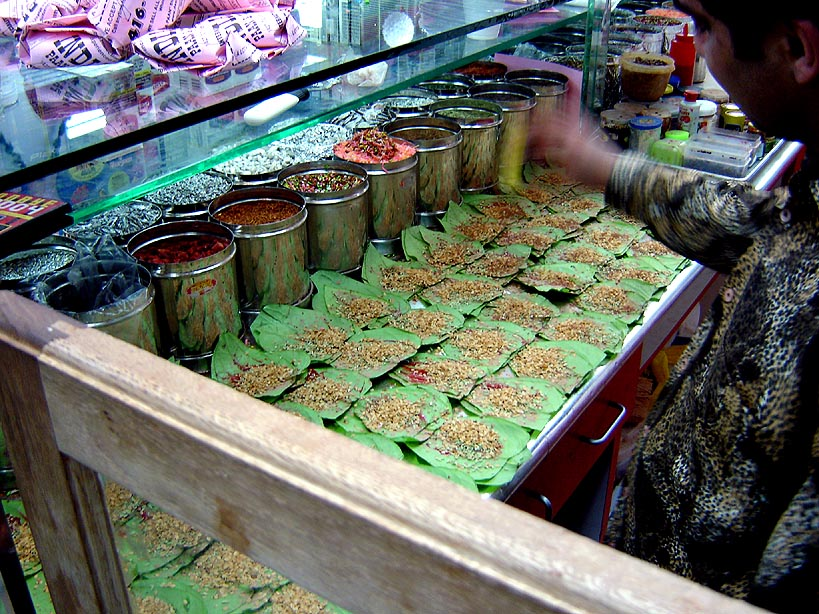
Boutique de Paan.
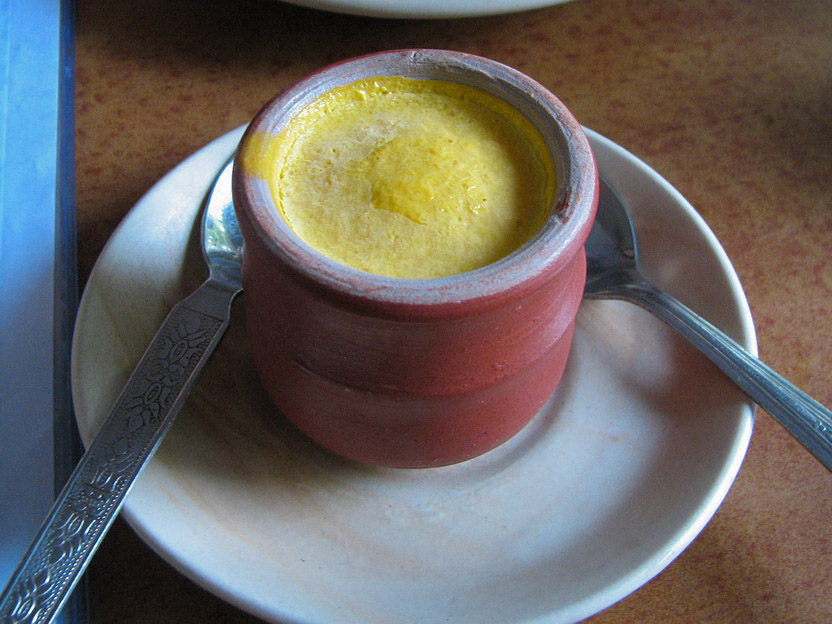
Kulfi